# Deutsche Rundschau
Deutsche Rundschau es una revista literaria y política fundada en 1874 por Julius Rodenberg. Influyó fuertemente en la política, la literatura y la cultura alemanas y fue considerado uno de los lanzamientos de publicaciones periódicas más exitosos en Alemania. Circuló, con interrupciones durante la era nazi, hasta 1964.

## Historia
La revista ha tenido una fuerte influencia en la política, literatura y cultura alemana de finales del siglo XIX y principios del XX. Entre sus colaboradores ha contado con escritores como Theodor Fontane, Paul Heyse, Theodor Storm, Gottfried Keller y Ernst Robert Curtius.
Tras la muerte de Rodenberg en 1914, Bruno Hake asumió el cargo de editor, seguido en 1919 por Rudolf Pechel. Hasta la Segunda Guerra Mundial, Deutsche Rundschau era la portavoz de los Jóvenes Conservadores, y posteriormente, de los opositores conservadores a los nazis.
En 1942, Rudolf Pechel fue encarcelado y la revista prohibida. Transcurridos cuatro años y una vez excarcelado Rudolf, éste volvió a publicar Deutsche Rundschau. Tras su muerte, la revista siguió publicándose mensualmente por sus hijos Jürgen y Peter Pechel y posteriormente por Harry Pross, Burghard Freudenfeld y Hans-Joachin Netzer hasta 1964.
Deutsche Rundschau volvió a publicarse a partir de 1997 en Canadá por Juri Klugmann como diario independiente y no partidista. Según sus propias estimaciones, la publicación llega actualmente a 80.000 lectores en 148 países.

## Publicaciones del mismo nombre.
- Varias publicaciones han utilizado el título Deutsche Rundschau a lo largo de los años, entre ellas:
- Deutsche Rundschau, Harvey, Dakota del Norte (1915-1917)[2]
- Deutsche Rundschau, Cuero, Texas (1880-ca. 1900)
- Deutsche Rundschau en Polonia (1939)
- Deutsche Rundschau, Landshut (RVG-Verlag, 1990-1994)
- germanpages.de – Deutsche Rundschau, editado por Heinrich von Loesch, revista online multilingüe

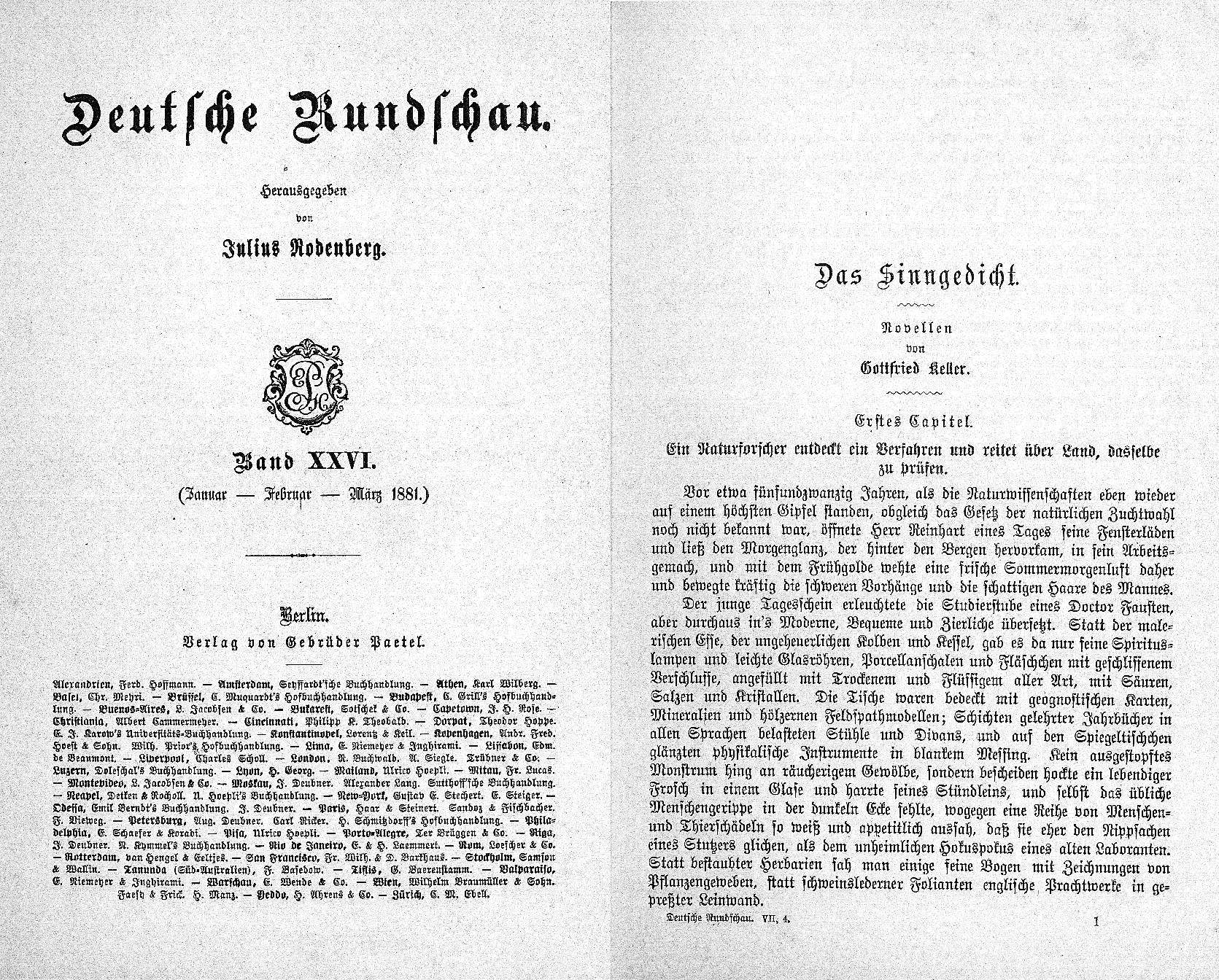
Portada y primera página de Deutsche Rundschau, vol. XXVI (1881) con el inicio de "Das Sinngedicht", ciclo de novelas cortas de Gottfried Keller